# اتفاقية روما لحماية فناني الأداء ومنتجي التسجيلات الصوتية وهيئات الإذاعة
اتفاقية روما لحماية فناني الأداء ومنتجي التسجيلات الصوتية وهيئات الإذاعة وافق عليها أعضاء المنظمة العالمية للملكية الفكرية الحديثة في 26 أكتوبر 1961. الاتفاق بمد حماية حق المؤلف لأول مرة من مؤلف المصنف إلى المبدعين وأصحاب المظاهر المادية للملكية الفكرية مثل الأشرطة وأقراص الفيديو الرقمية الصوتية.
لفتت الاتفاقية الأمم إلى الاستجابة إلى تكنولوجيات جديدة مثل أجهزة التسجيل التي جعلت من إعادة إنتاج الأصوات والصور أسهل وأرخص من أي وقت مضى. في حين أن قانون حقوق الطبع والنشر في وقت سابق بما في ذلك الاتفاقات الدولية مثل اتفاقية برن عام 1886 كانت قد كتبت لتنظيم تداول المواد المطبوعة وردت في اتفاقية روما للظرف الجديد من الأفكار ممثلة في وحدات مختلفة تتكرر بسهولة من خلال تغطية فناني الأداء ومنتجي التسجيلات بموجب حق المؤلف:
1. المؤدين (الممثلين والمغنين والموسيقيين والراقصين وغيرهم من الأشخاص الذين يؤدون مصنفات أدبية أو فنية) ضد بعض الأعمال لم تكن قد وافقت عليها. هذه الأفعال هي: البث ونقلها إلى الجمهور لأدائها الحي لتثبيت أدائهم الحي واستنساخ مثل هذا التثبيت إذا تم فيها التثبيت الأصلي دون موافقتهم أو إذا تم استنساخ لأغراض مختلفة عن تلك التي دفعوا موافقتهم.
2. يتمتع منتجو التسجيلات الصوتية بالحق في إجازة أو منع الاستنساخ المباشر أو غير المباشر لتسجيلاتهم الصوتية. تعرف التسجيلات الصوتية في اتفاقية روما بأنها تعني أي تثبيت سمعي حصرا من أصوات أداء أو أصوات أخرى. عند التسجيل الصوتي المنشور لأغراض تجارية يثير الاستخدامات الثانوية (مثل الإذاعة أو النقل إلى الجمهور بأي شكل من الأشكال) يجب أن تدفع مكافأة عادلة واحدة من قبل المستخدم لفناني الأداء أو لمنتجي التسجيلات الصوتية أو لكليهما معا. الدول المتعاقدة هي حرة ولكن عدم تطبيق هذه القاعدة يحد من تطبيقه.
3. تتمتع هيئات الإذاعة في الحق في إجازة أو منع بعض الأعمال وهي: إعادة بث برامجها الإذاعية. لتثبيت برامجها الإذاعية يتم استنساخ تلك التثبيتات. يبث البلاغ إلى جمهور التلفزيون في حال جرى ذلك في أماكن متاحة للجمهور لقاء دفع رسم دخول.

اتفاقية روما تسمح بالاستثناءات التالية في القوانين الوطنية لحقوق المشار إليها أعلاه:
- الاستخدام الخاص.
- استخدام مقتطفات قصيرة في اتصال مع الإبلاغ عن الأحداث الجارية.
- تثبيت سريع الزوال من قبل منظمة البث من خلال مرافق خاصة بها وعن بث برامجها الخاصة.
- استخدام فقط لغرض التعليم أو البحث العلمي.
- في أي من الحالات الأخرى باستثناء التراخيص الإجبارية التي من شأنها أن تكون متوافقة مع اتفاقية برن حيث ينص القانون الوطني على استثناءات على حق المؤلف في المصنفات الأدبية والفنية.

علاوة على ذلك قد يوافق فنان الأداء على ادراج أدائه في تثبيت بصري أو سمعي بصري لمرة واحدة من خلال الأحكام المتعلقة بحقوق فناني الأداء ليس لها أي تطبيق آخر.